# Посёлок Механической мельницы
Посёлок Механической мельницы — упразднённый посёлок, включенный в состав современного города Дюртюли Дюртюлинского района Республики Башкортостан Российской Федерации. До упразднения относился к Дюртюлинскому сельскому совету. Существовал до 1960-х гг.

## География
Располагался в 1 км от райцентра и 125 км к северо-западу от ж.-д. станции Уфа.

## История
Основан в 1930-е годы.
В конце 1950-х гг. вошёл в состав с. Дюртюли.

## Население
В 1939—55 человек.